# المصلى (المفتاح)

تعديل مصدري - تعديل

المصلى هي إحدى قرى عزلة علكمة بمديرية المفتاح التابعة لمحافظة حجة، بلغ تعداد سكانها 1164 نسمة حسب تعداد اليمن لعام 2004.